# Lopingiano
| Periodo                                                                                    | Epoca               | Piano          | Età (Ma)      |
| ------------------------------------------------------------------------------------------ | ------------------- | -------------- | ------------- |
| Triassico                                                                                  | Triassico inferiore | Induano        | Più recente   |
| Permiano                                                                                   | Lopingiano          | Changhsingiano | 254,14 ± 0,07 |
| Permiano                                                                                   | Lopingiano          | Wuchiapingiano | 259,51 ± 0,21 |
| Permiano                                                                                   | Guadalupiano        | Capitaniano    | 264,28 ± 0,16 |
| Permiano                                                                                   | Guadalupiano        | Wordiano       | 266,9 ± 0,4   |
| Permiano                                                                                   | Guadalupiano        | Roadiano       | 274,4 ± 0,4   |
| Permiano                                                                                   | Cisuraliano         | Kunguriano     | 283,3 ± 0,4   |
| Permiano                                                                                   | Cisuraliano         | Artinskiano    | 290,1 ± 0,26  |
| Permiano                                                                                   | Cisuraliano         | Sakmariano     | 293,52 ± 0,17 |
| Permiano                                                                                   | Cisuraliano         | Asseliano      | 298,9 ± 0,15  |
| Carbonifero                                                                                | Pennsylvaniano      | Gzheliano      | Più antico    |
| Suddivisione del Permiano secondo la Commissione internazionale di stratigrafia dell'IUGS. |                     |                |               |

Nella scala dei tempi geologici il Lopingiano, detto anche Permiano superiore, è l'ultima delle tre serie o epoche geologiche in cui viene suddiviso il periodo Permiano.
Il Lopingiano va da 260,4 ± 0,7 a 251,0 ± 0,4 milioni di anni fa (Ma). È preceduto dal Guadalupiano e seguito dall'Induano, il primo stadio della successiva epoca del Triassico inferiore.

## Etimologia
Il nome Lopingiano deriva da quello della città di Leping (乐平), nella Provincia di Jiangxi, nel sud della Cina, secondo una precedente traslitterazione del nome.
Il Lopingiano fu introdotto nella letteratura scientifica nel 1883 dal geologo tedesco Ferdinand von Richthofen, che lo definì come "Loping Coal-bearing Series". Amadeus William Grabau, il geologo che fu il pioniere della stratigrafia cinese, estese il concetto parlando di una "Serie di Loping". Fu solo in seguito che il gruppo di studiosi coordinati dal cinese Jin Yugan definì l'intera serie cronostratigrafica.

## Definizioni stratigrafiche e GSSP
La base della serie Lopingiana, e quindi del suo primo stadio Wuchiapingiano, è identificata dalla prima comparsa del conodonte Clarkina postbitteri postbitteri.
Il limite superiore è dato dalla prima comparsa del conodonte Hindeodus parvus e dalla fine dell'anomalia negativa dell'isotopo 18C del Carbonio, dopo il picco corrispondente all'estinzione di massa del Permiano superiore.

### GSSP
Il GSSP, lo stratotipo ufficiale di riferimento della Commissione Internazionale di Stratigrafia, è identificato in un profilo lungo il fiume Hongshui, circa 20 km a ovest di Laibin, il capoluogo della Provincia di Guangxi nel sud della Cina.

## Suddivisioni
La Commissione Internazionale di Stratigrafia riconosce per il Lopingiano una suddivisione in due  piani o stadi stratigrafici, distribuiti dal più recente al più antico secondo il seguente schema:
- Changhsingiano  (253,8 ± 0,7 - 251,0 ± 0,4 Ma)
- Wuchiapingiano  (260,4 ± 0,7 - 253,8 ± 0,7 Ma)

## Eventi principali
L'inizio del Lopingiano fu caratterizzato da una regressione geologica globale, cioè un abbassamento del fondo marino.
Nel contempo si ebbe una estinzione di massa che può essere considerata come la prima fase della grande estinzione di massa del Permiano-Triassico che caratterizzò la fine del Permiano e dell'intera era del Paleozoico.
Il primo avvenimento, con le sue conseguenze ecologiche e geografiche, innescò un processo di radiazione adattativa all'interno di molte forme di vita che si svilupparono rapidamente, ma scomparvero poi alla fine del Permiano. Queste situazioni portarono a definire il Lopingiano come un'epoca a sé stante del Permiano.